# ميان
ميّان هي بلدة صغيرة تابعة إلى معتمدية الفحص وتقع على الطريق المؤدية إلى مدينة قعفور.